# Vall Sangone
La Vall Sangone (en arpità Vâl Sangon) és una de les valls arpitanes del Piemont, a la part occidental de la província de Torí, traçada pel torrent Sangone. S'estén per uns 25 km travessant els municipis de Coazze, Valgioie, Giaveno, Trana, Reano, Sangano, Bruino i Rivalta, que llevat els dos últims formen la Comunitat Muntanyenca Vall Sangone, amb seu a Giaveno. Limita al nord amb la Vall de Susa (accessible amb el pas del coll Braida) i al sud amb la Vall Chisone (accessible amb el pas de la Colletta), sortint a la falda dels Alps Cottis. Presenta altituds de 2017 m al coll de Roussa, a la font del riu, a 300 m de Rivalta di Torino.

## Història
Potser la zona ja fou habitat durant la prehistòria, i els primers assentaments de població foren dels celtes-lígurs (Taurins, Vibelli, Magelli), que s'establiren a la vall degut a la seva tranquil·litat i seguretat, ja que no era lloc de trànsit com les valls de Chisone i Susa. Els primers documents que parlen d'ella són del segle viii; el territori fou dominat, com a la Vall de Susa, als longobards i francs, i durant mig segle pels sarraïns
Durant el segle xi la situació es va estabilitzar, i seguí l'evolució de la resta del Piemont. El territori fou subdividit en comtats i marques, amb la creació d'una classe nobiliària. La jurisdicció de la vall restà en mans de les potents abadies, com les de Sangano, Novalesa, Giaveno i San Michele.
Només a finals del segle xiv la casa de Savoia s'emparà de la vall llevat dos períodes: la dominació francesa durant la Guerra de Successió Espanyola i quan fou annexat a la República Cisalpina (després regne napoleònic d'Itàlia) de la mà de Napoleó.

## Activitat econòmica
Les activitats econòmiques de la vall pertanyen als sectors secundari i terciari. Les papereres alimentàries i manufactures han ocupat el lloc de la metal·lúrgia. L'agricultura té una importància menor, amb els conreus de patates, peres, castanyes i la producció de mel i formatge.
A la part alta de la vall hi ha el territori del "Parc Orsiera Rocciavrè", mentre que a algunes terres de la planura (Bruino, Rivalta, Orbassano i altres al voltant del torrent) s'hi ha constituït un parc fluvial per a recuperar l'hàbitat natural.